# Phú Quốc
 (octobre 2016).
Si vous disposez d'ouvrages ou d'articles de référence ou si vous connaissez des sites web de qualité traitant du thème abordé ici, merci de compléter l'article en donnant les références utiles à sa vérifiabilité et en les liant à la section « Notes et références ».
Phú Quốc (vietnamien) ou Koh Tral / Koh Trol (khmer : កោះត្រល់) est la plus grande île du Viêt Nam ; elle fait partie d'un archipel composé de 22 îles situé à l'extrême sud-ouest du pays et dépendant de la province de Kiên Giang. Phú Quốc est trois fois plus éloignée des côtes vietnamiennes que de celles du Cambodge, distantes seulement d'une douzaine de kilomètres.
Peuplée (en 2020) de 179 480 habitants, sa superficie est de 585 km2 avec une longueur de 50 km du nord au sud et une largeur maximale de 20 km. Ses collines boisées culminent à 603 m d'altitude avec le mont Chúa.

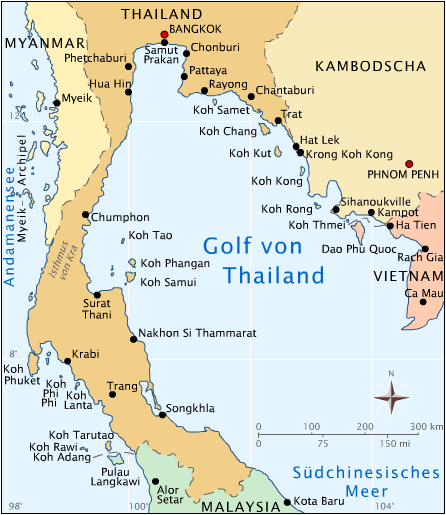
Localisation de l'île de Dao Phu Quoc dans le golfe de Thaïlande

Elle est aussi appelée l'« île d'émeraude » pour ses trésors naturels et son potentiel touristique. La création en 2001 du parc national de Phú Quốc, qui protège 70 % du territoire de l'île, permet un développement contrôlé de ce site encore préservé.

## Histoire
Au début de notre ère, comme toute la région, l'île était cambodgienne ; elle l'est restée jusqu'au déclin de ce pays au XVIIIe siècle. Sa souveraineté a d'ailleurs fait l'objet d'un important contentieux de la part du Cambodge, où elle est connue sous le nom de Koh Tral ou Koh Trol (khmer : កោះត្រល់) ; les autochtones d'origine khmère y habitent toujours, en particulier au nord.
Elle a joué un rôle crucial dans l'histoire du Viêt Nam en servant de refuge au prince Nguyen Anh, le futur empereur Gia Long, pendant la rébellion des Tây Sơn en 1771. C'est ici qu'il obtint le soutien de l'évêque français Pierre Pigneau de Behaine, qui lui permit de reconquérir le pays.
En fait, s'il parait difficile de dater avec précision la prise de contrôle effective de l'île par l'Annam, la source la plus ancienne y faisant référence semble être la lettre que le souverain khmer Ang Duong a adressée à l'empereur français Napoléon III en 1856, où il annonçait que malgré la perte de ces territoires, le Cambodge ne renonçait pas à y exercer un jour ses droits,.
Le 1er mai 1975, les Khmers rouges s'emparent de l'île, vite reprise par le Viêt-Nam.

## Économie

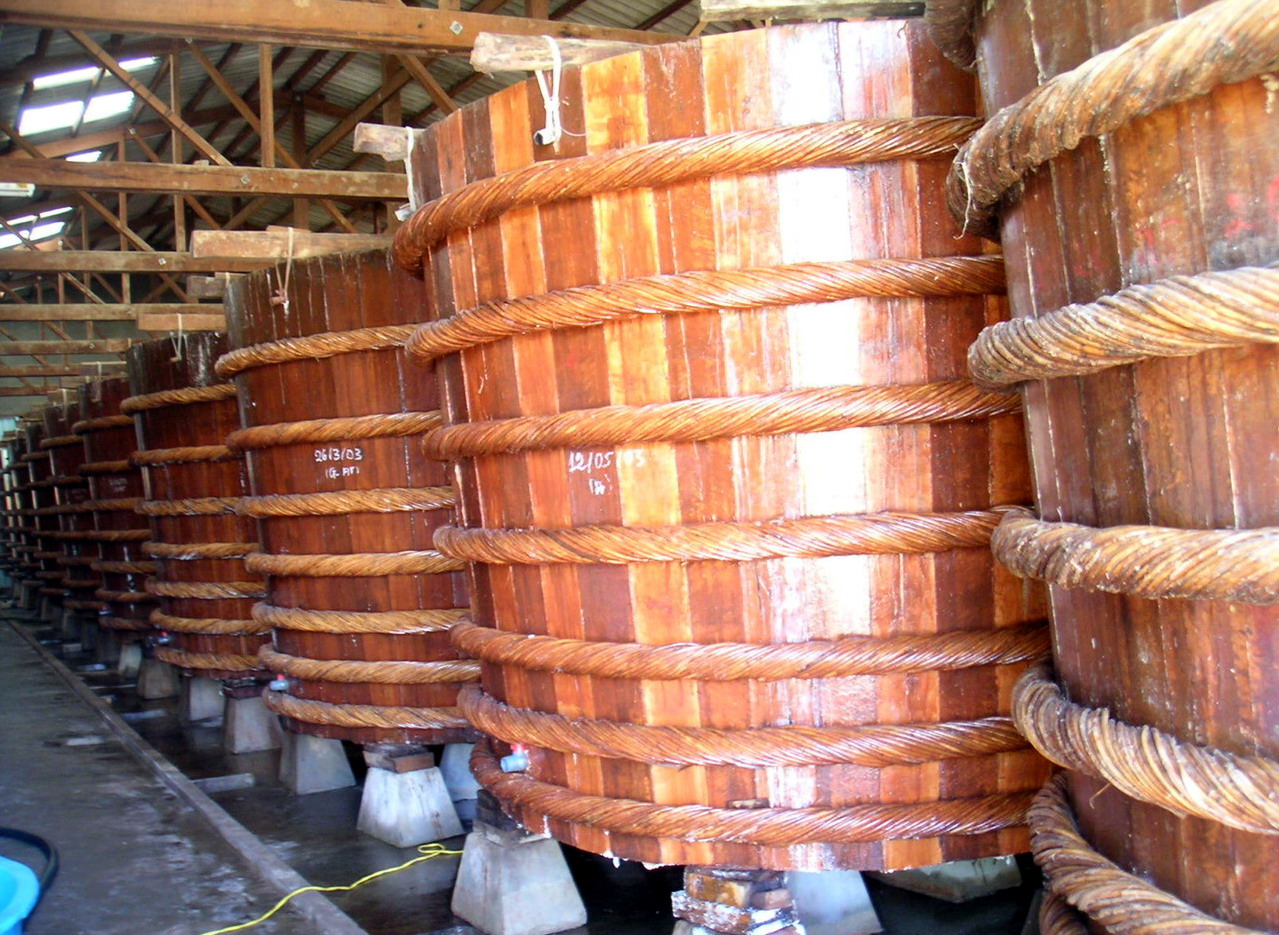
Fabrication de nuoc mam (sauce de poisson).

Dương Đông, la ville principale, concentre la majeure partie des infrastructures touristiques.
Ce gros bourg renferme un marché. Les fabriques de sauce nuoc mâm où six millions de litres sont produits chaque année, se visitent. L'île est connue pour la qualité de cette sauce conçue à partir d'un petit poisson appelé cá cơm proche de l'anchois, qui apporte une grande quantité de protéines. Cette célèbre sauce est utilisée dans quasiment chacun des mets vietnamiens.
La sauce de poisson nuoc mam de Phu Quôc est le premier produit vietnamien à bénéficier d’une appellation d’origine protégée de l’Union européenne, dont la délivrance est subordonnée à trois conditions en termes d’origine, de qualité et de service.
Le ministère de l’Industrie et du Commerce, l’ambassade du Vietnam en Belgique et le projet EU-MUTRAP ont remis le 15 juillet 2013 à Bruxelles, en collaboration avec la Direction générale de l’agriculture de la Commission européenne, le certificat d’appellation d’origine protégée (AOP) au nuoc mam de Phu Quôc - la saumure de poisson de l’île de Phu Quôc). Cette spécialité du Vietnam est désormais protégée dans les 28 pays membres de l’Union européenne.
L'autre spécialité de l'île est la production de poivre. Il y a une grande quantité de fermes à visiter notamment à Khu Tuong et dans toute l'île.

### Tourisme
Phu Quoc connaît un développement touristique important facilité par les liaisons aériennes avec Hô Chi Minh-Ville, Hanoï, Da Nang et Haïphong. Elle est connue pour ses plages de sable blanc : les principales sont Bai Truong sur la côte sud-ouest, Bai So et Bai Dam au sud-est, et les criques sauvages de Bai Ong Lang au nord.
Autrefois paradisiaque, l'île a vu se multiplier la construction de vastes complexes hôteliers.
Depuis quelques années, l'île connait également un certain essor de la plongée sous-marine avec les récifs coralliens de Hon Doi Moi au nord-ouest et ceux des îles An Thoi dans le prolongement de la pointe sud de l'île.
En 2006, Phu Quoc a été reconnu comme réserve mondiale de la biosphère par l'UNESCO.
En 2015 est inauguré sur l'île un parc zoologique accueillant environ 4200 animaux de 193 espèces différentes, notamment africaines (girafes, rhinocéros, lions, etc.), sur 380 ha. Il propose un « safari tour » et des bâtiments plus classiques, comme une grande volière et un vivarium. Géré par le conglomérat Vingroup, le zoo accueille entre 1500 et 2000 visiteurs par jour, surtout chinois.
Les étrangers ou vietnamiens titulaires de passeports étrangers qui visitent Phu Quoc bénéficient de l'exemption de visa jusqu'à 30 jours.
En 2019, l'île de Phu Quoc accueille environ 670 000 visiteurs.
En 2020 et 2021, pour éviter une propagation de la pandémie de Covid-19, comme de très nombreux autres pays dont la Thaïlande, la Chine, les États-Unis, l'Australie, La Nouvelle Zélande ..., le Viêt-Nam a fermé pendant presque deux ans ses frontières. Fin octobre 2021, la réouverture de l'île de Phu Quoc aux touristes est prévue à partir du 20 novembre 2021.
Le déferlement de touristes s'accompagne d'inquiétudes sur leur impact sur l'environnement car il s'accompagne d'un « déluge de plastique » selon l'association WWF en 2021.

## Galerie

Carte de Phu Quoc
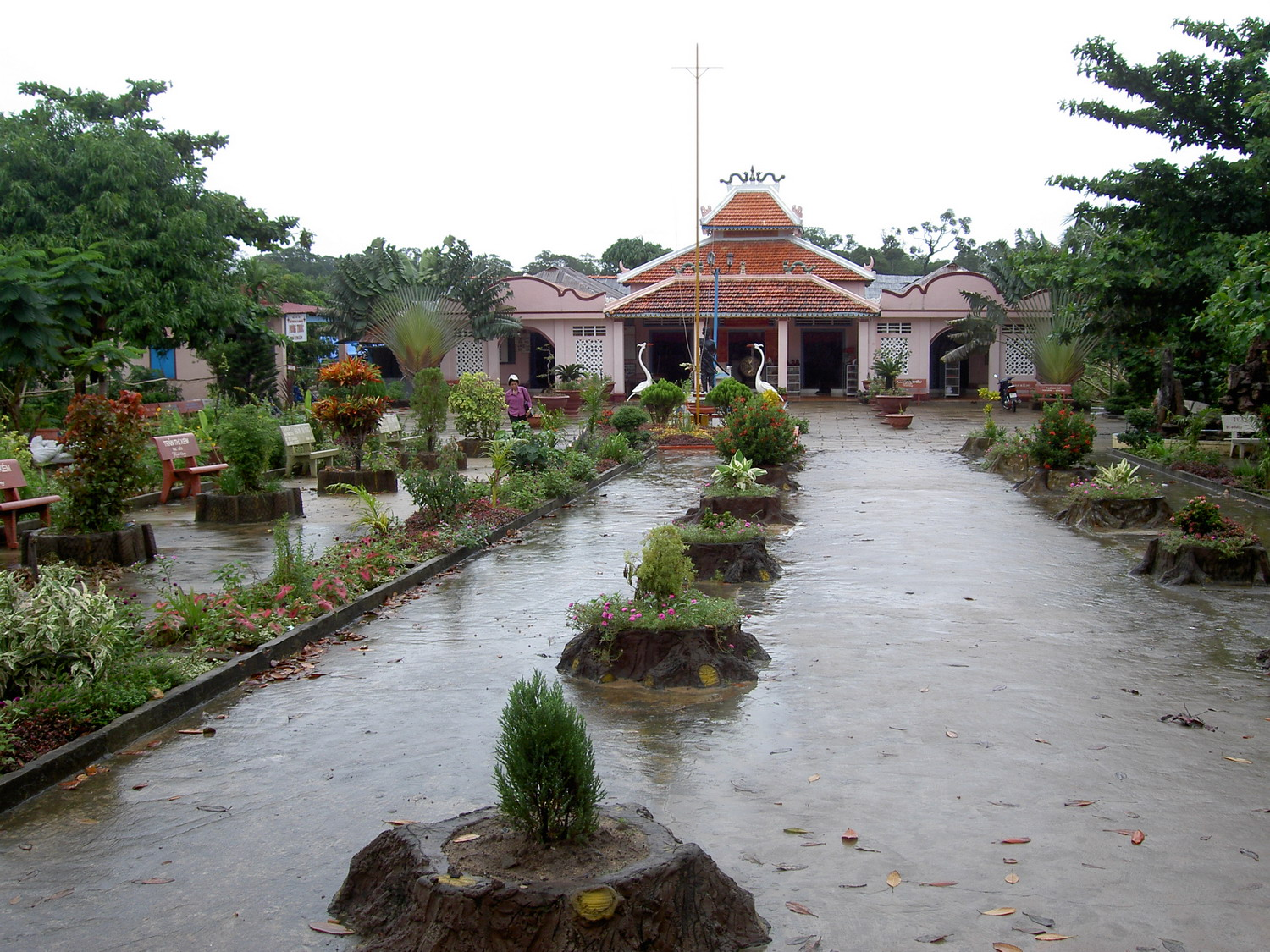
Le temple Nguyen Trung Truc.
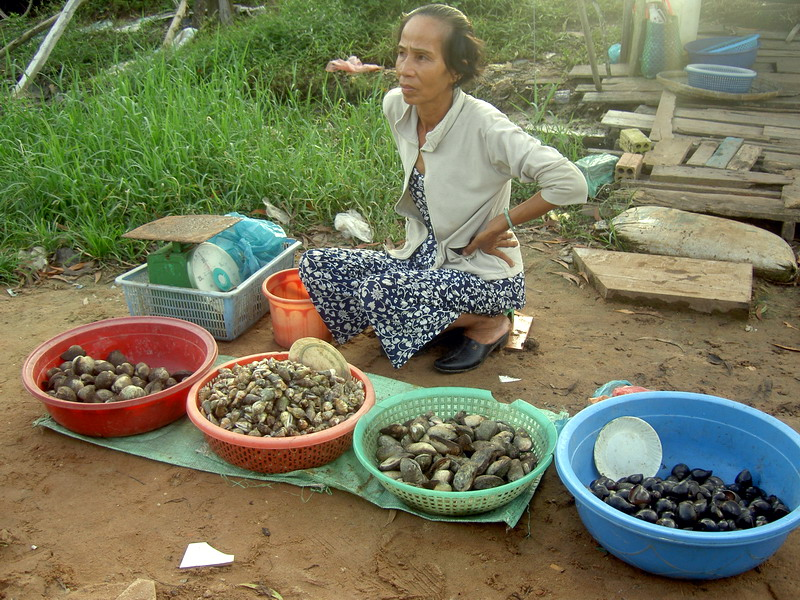
Vente de coquillages au bord de la route.
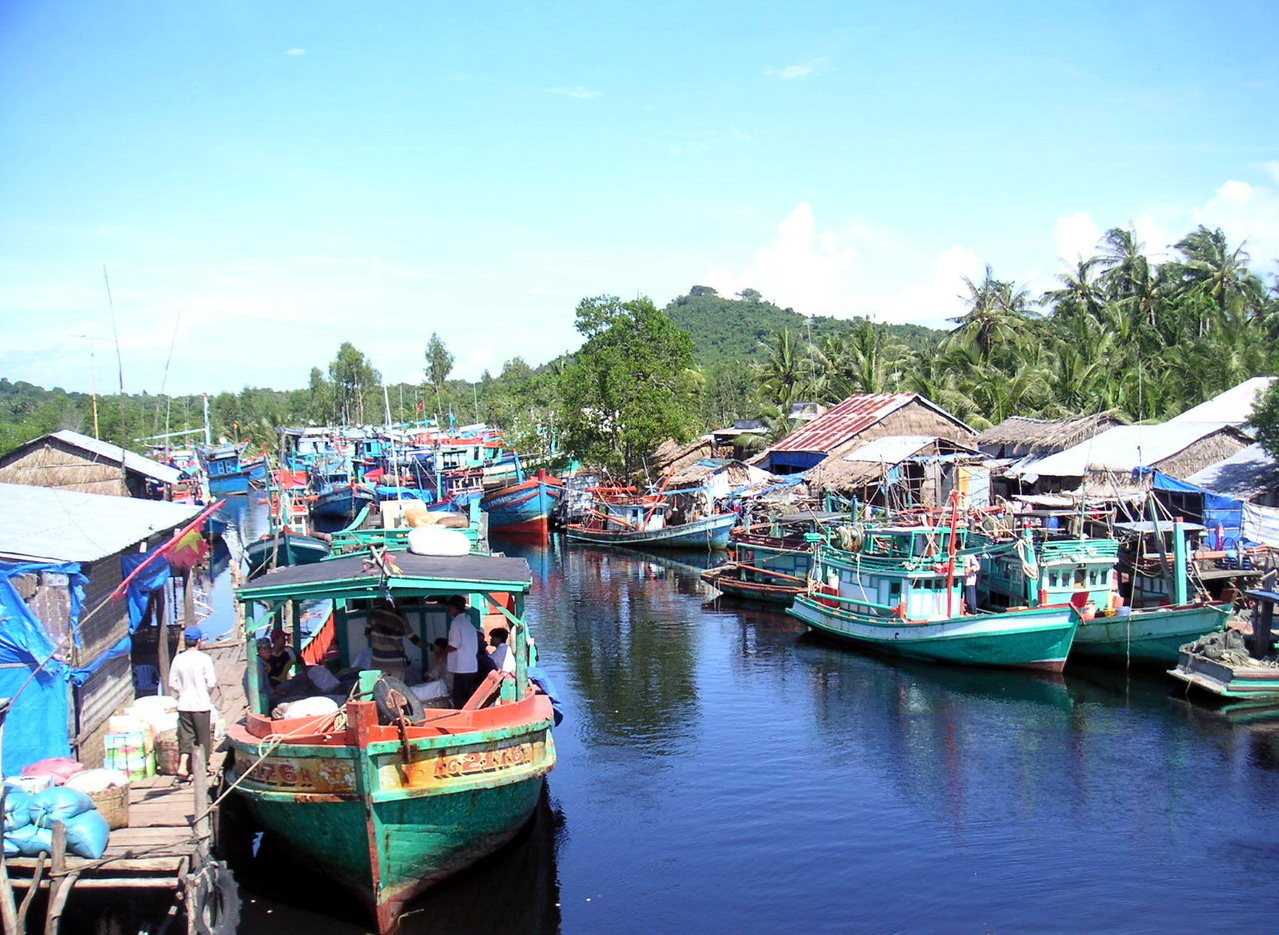
Un village de pêcheurs.